# Achille Borchi
Achille Borchi, född 8 mars 1927 i Venedig, död 5 oktober 1965 i Eskilstuna, var en italiensk-svensk konstnär.
Borchi studerade vid Scuola dell'Arte 1945-1947 och vid Accademia dell'Arte i Venedig 1949 samt under studieresor till Frankrike, Belgien, Tyskland och Norge. Separat ställde han ut på Eskilstuna konstmuseum 1959 och på Modern konst i hemmiljö i Stockholm. Borchi var representerad i Liljevalchs Stockholmssalong 1963. Han var från 1959 gift med Ida Kristina (Chris) Johnsson.